# Liste der Baudenkmale in Lage (Dinkel)
In der Liste der Baudenkmale in Lage (Dinkel) sind alle Baudenkmale der niedersächsischen Gemeinde Lage aufgelistet. Die Quelle der Baudenkmale ist der Denkmalatlas Niedersachsen. Der Stand der Liste ist der 22. Dezember 2020.

## Allgemein
In den Spalten befinden sich folgende Informationen:
- Lage: die Adresse des Baudenkmales und die geographischen Koordinaten. Kartenansicht, um Koordinaten zu setzen. In der Kartenansicht sind Baudenkmale ohne Koordinaten mit einem roten Marker dargestellt und können in der Karte gesetzt werden. Baudenkmale ohne Bild sind mit einem blauen Marker gekennzeichnet, Baudenkmale mit Bild mit einem grünen Marker.
- Bezeichnung: Bezeichnung des Baudenkmales
- Beschreibung: die Beschreibung des Baudenkmales. Unter § 3 Abs. 2 NDSchG werden Einzeldenkmale und unter § 3 Abs. 3 NDSchG Gruppen baulicher Anlagen und deren Bestandteile ausgewiesen.
- ID: die Objekt-ID des Baudenkmales
- Bild: ein Bild des Baudenkmales, ggf. zusätzlich mit einem Link zu weiteren Fotos des Baudenkmals im Medienarchiv Wikimedia Commons. Wenn man auf das Kamerasymbol klickt, können Fotos zu Baudenkmalen aus dieser Liste hochgeladen werden:

## Lage (Dinkel)

### Gruppe: Lage, Adelshof
Die Gruppe „Lage, Adelshof“ hat die ID 36025498.

| Lage                                       | Bezeichnung              | Beschreibung | ID       | Bild           |
| ------------------------------------------ | ------------------------ | --- | -------- | -------------- |
| Eichenallee 4 52° 28′ 14″ N, 6° 57′ 49″ O  | Herrenhaus               | Das Herrenhaus befindet sich in der Nähe der Burgruine. Erbaut wurde das Haus im Jahr 1762. Es ist ein langgestreckter Bau aus Ziegel und im Stiel der Niederlande gehalten.                    | 36053105 | BW             |
| Eichenallee 4 52° 28′ 11″ N, 6° 57′ 47″ O  | Park                     | Haus Lage (Haus Twikkel) | 36053132 | BW             |
| Eichenallee 4 52° 28′ 12″ N, 6° 57′ 48″ O  | Ruine                    | Burgruine (Haus Lage/Haus Twikkel) | 36053078 | Weitere Bilder |
| Eichenallee 4 52° 28′ 12″ N, 6° 57′ 46″ O  | Remise                   | Haus Lage (Haus Twikkel) | 36053551 | BW             |
| Eichenallee 4 52° 28′ 11″ N, 6° 57′ 45″ O  | Graft                    | Haus Lage (Haus Twikkel) | 36054266 | BW             |
| Dorfstraße 13 52° 28′ 13″ N, 6° 57′ 43″ O  | Kirche                   | Die Reformierte Kirche Lage ist ein Saalbau mit einem Dachreiter in der Miete des Walmdaches. Über dem Portal ein Wappen von Amadea van Raesfelt. Der Grundstein wurde am 11. Juni 1687 gelegt. | 36052918 | Weitere Bilder |
| Eichenallee 1 52° 28′ 14″ N, 6° 57′ 44″ O  | Teehaus                  | ehem. Müllerhaus (Haus Lage) | 36052996 | BW             |
| Eichenallee 1 52° 28′ 14″ N, 6° 57′ 42″ O  | Nebengebäude             | sogen. „Backspieker“ | 36053285 | BW             |
| Eichenallee 1 52° 28′ 15″ N, 6° 57′ 43″ O  | Teehaus                  | ehem. Mühlenscheune (Haus Lage) | 36053022 | BW             |
| Eichenallee 3 52° 28′ 15″ N, 6° 57′ 44″ O  | Mühlenstau               | Wassermühle (Haus Lage) | 36054169 | BW             |
| Eichenallee 3 52° 28′ 14″ N, 6° 57′ 46″ O  | Mühle                    | Wassermühle Lage | 36053048 |                |
| Eichenallee 5 52° 28′ 16″ N, 6° 57′ 46″ O  | Wohnhaus                 | | 36053184 | BW             |
| Eichenallee 7 52° 28′ 18″ N, 6° 57′ 46″ O  | Nebengebäude             | Forsthaus | 36053157 | BW             |
| Eichenallee 11 52° 28′ 18″ N, 6° 57′ 50″ O | Wohn-/Wirtschaftsgebäude | Heuerhaus | 36053208 | BW             |
| Eichenallee 11 52° 28′ 18″ N, 6° 57′ 51″ O | Brunnen                  | | 36053234 | BW             |
| Eichenallee 13 52° 28′ 18″ N, 6° 57′ 52″ O | Wohn-/Wirtschaftsgebäude | Heuerhaus | 36053259 | BW             |
| Eichenallee 15 52° 28′ 18″ N, 6° 57′ 54″ O | Wohn-/Wirtschaftsgebäude | Heuerhaus | 36053310 | BW             |
| Eichenallee 15 52° 28′ 18″ N, 6° 57′ 55″ O | Brunnen                  | | 36053336 | BW             |
| Eichenallee 17 52° 28′ 18″ N, 6° 57′ 56″ O | Wohn-/Wirtschaftsgebäude | Heuerhaus | 36053360 | BW             |
| Eichenallee 19 52° 28′ 19″ N, 6° 57′ 58″ O | Wohn-/Wirtschaftsgebäude | Heuerhaus | 36053386 | BW             |
| Eichenallee 19 52° 28′ 19″ N, 6° 57′ 58″ O | Brunnen 19               | | 36053412 | BW             |
| Eichenallee 21 52° 28′ 19″ N, 6° 57′ 59″ O | Wohn-/Wirtschaftsgebäude | Heuerhaus | 36053436 | BW             |
| Eichenallee 52° 28′ 17″ N, 6° 57′ 54″ O    | Allee                    | Haus Lage (Haus Twikkel) | 36052970 | BW             |

### Einzelbaudenkmale
| Lage                                           | Bezeichnung              | Beschreibung | ID       | Bild |
| ---------------------------------------------- | ------------------------ | ------------ | -------- | ---- |
| Dorfstraße 12 52° 28′ 13″ N, 6° 57′ 42″ O      | Kriegerdenkmal           |              | 36052891 | BW   |
| Dorfstraße 21 52° 28′ 11″ N, 6° 57′ 43″ O      | Wohnhaus                 |              | 36052945 | BW   |
| Dorfstraße 29 52° 28′ 9″ N, 6° 57′ 43″ O       | Wohn-/Wirtschaftsgebäude |              | 36053462 | BW   |
| Hardinger Straße 4 52° 27′ 54″ N, 6° 57′ 21″ O | Wohn-/Wirtschaftsgebäude | Heuerhaus    | 36053577 | BW   |
| Buitenhoek 5 52° 27′ 50″ N, 6° 56′ 43″ O       | Scheune                  |              | 36053726 | BW   |